# Renan Silva
Renan da Silva, meglio noto come Renan Silva (Rio de Janeiro, 2 gennaio 1989), è un calciatore brasiliano, centrocampista del Gresik United.

## Carriera
Ha giocato nella massima serie dei campionati rumeno, saudita, thailandese, iraniano ed indonesiano, e nella seconda divisione brasiliana.

## Palmarès

### Club

#### Competizioni nazionali
- Thai FA Cup: 1

Chainat: 2016